# Gascoyne (fleuve)
Pour l’article homonyme, voir Gascoyne.

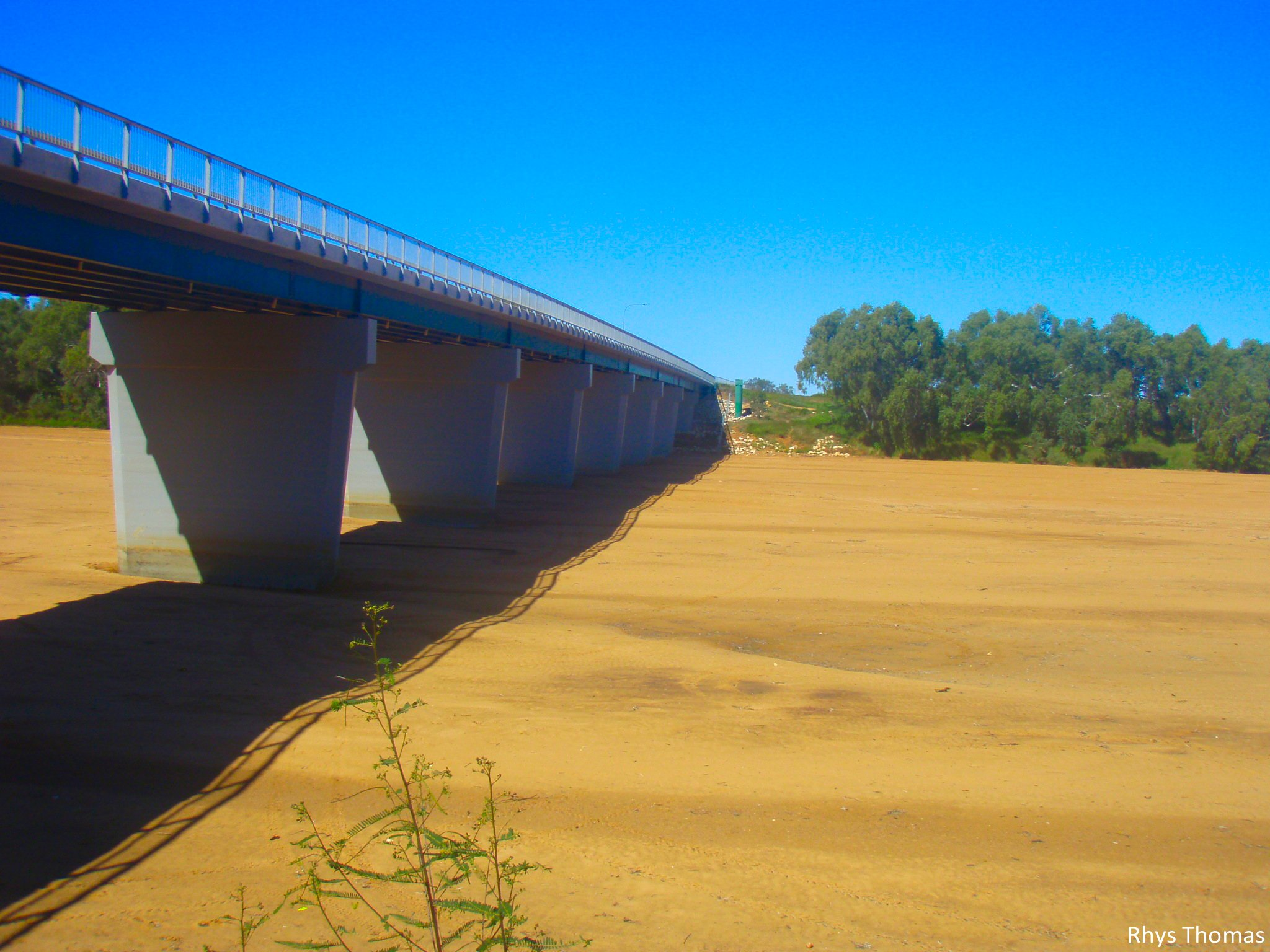
Le Gascoyne à sec près de Carnarvon.

Le Gascoyne est le plus long fleuve d'Australie-Occidentale, avec ses 760 km de long. Il prend sa source à 514 m d'altitude à Wilgoona Hill, à l'ouest de la chaîne Robinson dans le désert de Gibson et se jette dans la baie Shark dans l'Océan Indien à Carnarvon. Il est rejoint par son affluent le Lyon long de 561 km à environ 160 km en amont de son embouchure et, ensemble, ils drainent un bassin versant de 68 326 km². Cette zone se situe entièrement à l'est de la chaîne Kennedy et s'étend à quelque 480 km à l'intérieur des terres. 
C'est un cours d'eau intermittent qui coule environ 120 jours par an et est à sec le reste de l'année. Il a en effet un énorme système de stockage d'eau souterrain dans les sables du désert. 
Il coule à travers une campagne à la végétation clairsemée, dans une région d'exploitation de mines et d'élevage de moutons. La rivière traverse de nombreuses mares permanentes qui sont utiles au bétail et aux animaux indigènes. Les principaux étangs situés le long du fleuve sont Tibbingoona Pool, Mutherbokin Pool et Mibbley Pool. 
Le fleuve a été nommé par George Grey qui l'a exploré en 1839 et lui a donné le nom de son ami, le capitaine J. Gascoyne. La région de Gascoyne a été nommée d'après ce fleuve.